# Niels Van den Eynde
Niels Van den Eynde (Lier, 27 december 2000) is een Belgisch basketballer.

## Carrière
Van den Eynde speelde heel zijn jeugd bij BC Guco Lier waar hij uiteindelijk deel uitmaakte van de eerste ploeg waarmee hij promoveerde naar de tweede klasse. Hij werd verkozen tot MVP in de Belgische tweede klasse (Top Division 1) in het seizoen 2019-2020. In datzelfde seizoen was hij de topscoorder (23,3) en eerste in assists (4,6). Hij speelde dat seizoen ook met dubbele licentie bij de Antwerp Giants. 
In 2020 tekende hij een profcontract bij de Telenet Antwerp Giants. Hij werd tweemaal genomineerd voor BNXT League Rising Star of the Year, maar won de award telkens net niet. Aan het eind van het seizoen 2021/22 maakte hij zijn vertrek bij de Giants bekend en tekende bij Liège Basket, waar hij gemiddeld goed was voor 12,6 punten en 3,8 assists. Aan het einde van het seizoen verliet hij Luik en tekende een contract bij Kangoeroes Mechelen.
Voor het seizoen 2024/25 tekende hij bij Okapi Aalst. Hij werd tweede BNXT League Belgian Player Of The Year Award met een gemiddelde van 14,8 punten, 5,2 assists en 3 rebounds.

## Privéleven
Zijn neef Bastiaan Van den Eynde is ook een profbasketballer.

## Erelijst
- Kampioen Derde klasse: 2019
- 3e plaats EK U18 B: 2018
- 3e plaats EK U20 B: 2019
- MVP Top Division 1: 2020